# Mastigodiaptomus montezumae
Mastigodiaptomus montezumae är en kräftdjursart som beskrevs av Brehm 1955. Mastigodiaptomus montezumae ingår i släktet Mastigodiaptomus och familjen Diaptomidae. IUCN kategoriserar arten globalt som otillräckligt studerad. Inga underarter finns listade i Catalogue of Life.